# Hurban (pociąg pancerny)
Hurban − słowacki pociąg pancerny z okresu II wojny światowej, wybudowany we wrześniu 1944 roku, na stacji kolejowej w Zwoleniu.

## Opis
Dowódcami pociągu byli kapitan J. Kukliš i jego zastępca porucznik J. Belko, którzy dowodzili załogą złożoną z 71 osób. Pociąg brał udział w słowackim powstaniu narodowym przeciwko 18 Ochotniczej Dywizji Grenadierów Pancernych SS „Horst Wessel” prowadząc działania bojowe na trasie Brezno – Červená Skala. W dniach 23–24 października 1944 roku, pociąg wziął udział w bitwie nad rzeką Hron. Po przegranej batalii, załoga porzuciła pociąg w tunelu kolejowym i stała się jednostką partyzancką. 
Obecnie replika pociągu, zbudowana na potrzeby filmu wojennego pod tytułem Dzień w którym nie umrę z 1974 roku (tytuł oryginalny Deň, ktorý neumrie) jest obiektem muzealnym w Zwoleniu. Dwa ocalałe wagony są umieszczone w pobliskich zakładach naprawczych.

## Uzbrojenie
- 1 działo polowe kalibru 80 mm vz. 17
- 4 działka kalibru 37 mm
- 11 ciężkich karabinów maszynowych kalibru 7,92 mm